# Cremella
Cremella is een gemeente in de Italiaanse provincie Lecco (regio Lombardije) en telt 1609 inwoners (31-12-2004). De oppervlakte bedraagt 1,9 km², de bevolkingsdichtheid is 1530 inwoners per km².

## Demografie
Cremella telt ongeveer 619 huishoudens. Het aantal inwoners steeg in de periode 1991-2001 met 13,2% volgens cijfers uit de tienjaarlijkse volkstellingen van ISTAT.
| Jaar | Inwoneraantal |
| ---- | ------------- |
| 1991 | 1352          |
| 2001 | 1530          |

## Geografie
Cremella grenst aan de volgende gemeenten: Barzago, Barzanò, Bulciago, Cassago Brianza.